# Jéferson
Jéferson Rodrigues Gonçalves, conosciuto semplicemente come Jéferson (Brasilia, 15 luglio 1984), è un ex calciatore brasiliano, di ruolo centrocampista.

## Palmarès

### Club

#### Competizioni nazionali
- Coppa del Brasile: 1

Vasco da Gama: 2011

#### Competizioni statali
- Campionato Brasiliense: 1

Brasiliense: 2005
- Campeonato Goiano Segunda Divisão: 1

Atlético-GO: 2005
- Campeonato Paulista Série A2: 1

Santo André: 2008
- Campionato Catarinense: 1

Avaí: 2010
- Campionato Baiano: 1

Bahia: 2012
- Campionato Goiano: 1

Atlético-GO: 2014
- Campionato Carioca: 2

Vasco da Gama: 2015, 2016
- Taça Guanabara: 1

Vasco da Gama: 2016